# Meniscomorpha subflava
Meniscomorpha subflava là một loài tò vò trong họ Ichneumonidae.